# ClanBase
ClanBase (CB, КланБейз, рус. База Кланов) — киберспортивная европейская интернет-лига, в рамках которой проводятся соревнования по многим популярным компьютерным играм. ClanBase является одним из крупнейших киберспортивных сообществ в мире (не менее 1,9 миллиона аккаунтов), ежемесячно его участниками проводится более 70 000 матчей. Лига была организована в 1998 году сообществом игроков в Quake 2 и с тех пор основной специализацией ClanBase традиционно являлись шутеры от первого лица. Закрыта 21 декабря 2013 года.

## Соревнования ClanBase
Подавляющая часть игр на ClanBase проводятся через Интернет. Официальные матчи проходят в рамках отдельных соревнований, которые делятся на кубки — разовые турниры, проходящие в течение 2-3 месяцев, и на ладдеры (от англ. ladder — лестница) — непрекращающиеся чемпионаты, в котором игроки ранжируются соответственно своему рейтингу, который изменяется в соответствии с результатами проведённых матчей. Кубки как правило сильнее по уровню и интенсивнее по нагрузке на игроков. Если неявка на игру в ладдере влечёт за собой штраф в рейтинге, то неявка на игру в кубковом турнире может привести к техническому поражению или даже к дисквалификации. Кубки могут проходить до четырёх раз в год, но официальными считаются только проходящие весной и осенью.

### Кубки

#### EuroCups
Еврокубки — одни из самых престижных соревнований Лиги. Они проходят дважды в год, а участвуют в них только специально приглашаемые сильнейшие киберспортивные команды Европы, которые разыгрывают путёвки в финальную стадию. Игры финала проводятся на специальном LAN-мероприятии, где игроки встречаются вживую и играют под наблюдением тысяч болельщиков из зала, с участием профессиональных комментаторов и трансляцией происходящего в Интернет. В финале разыгрывается кубок и внушительный призовой фонд, составляющий десятки тысяч евро.
Еврокубки проводятся по самым популярным командным киберспортивным играм, в 2009 году проходил 19-й кубок в следующих дисциплинах:
- MoHAA Obj Real
- Enemy Territory: Quake Wars
- Counter-Strike
- Counter-Strike: Source
- Call of Duty 2
- Call of Duty 4

#### NationCups
Кубки Наций проводятся ежегодно. Отличительной чертой является участие сборных команд стран, а не отдельных кланов. Проведено уже 9 кубков Наций, разыграно 30 чемпионских званий, в основном в играх из серий Quake, Unreal Tournament и Call of Duty. Самыми титулованными являются сборные Германии, Нидерландов, Швеции, Великобритании. Россия достигла успехов только в соревнованиях по Unreal Tournament 2004, взяв в 2007—2008 годах бронзовые медали в дисциплинах Onslaught и Team Arena Masters.В 2011 году сборная России по Counter-Strike:Source заняла первое место, не проиграв ни одного матча.

#### OpenCups
Открытые кубки проводятся с участием всех желающих команд и игроков. Как правило, они разбиваются на несколько дивизионов по силе, при этом сильнейшим является первый дивизион, div1.

#### HostedCups
ClanBase предоставляет доступ к своей системе проведения турниров сторонним организациям. При этом на ClanBase лежит ответственность только за некоторые технические вопросы, а реклама, организация,проведение матчей и освещение событий осуществляются энтузиастами-организаторами.

### Ладдеры
Ладдер является основным механизмом для проведения матчей на ClanBase. Все кланы, играющие в определённую игру или режим игры, регистрируются в соответствующий ладдер, после чего выбирают себе соперника на одиночный матч. После проведения матча рейтинг этих команд изменяется в соответствии с правилами ELO, что позволяет определить сильнейшего участника ладдера и выбирать противников в соответствии с собственными силами. Занять первое место можно только победив текущего чемпиона, так как его рейтинг считается многократно превосходящим рейтинги остальных.

## Проведение матчей
Главная задача ClanBase — информационное, организационное и техническое проведение соревнований. Для этого существует развитая сеть порталов отдельных мероприятий, которые содержат форумы, новостные ленты, анонсы и обзоры матчей, показывают турнирную сетку, правила проведения и участия в мероприятии и так далее. Собственные странички есть у каждого зарегистрированного участника и у каждой созданной команды.
Каждое мероприятие, будь то кубковый турнир или ладдер, обслуживается администраторами, выбираемыми из авторитетных и уважаемых игроков или, в более важных случаях, из персонала проекта — ClanBase Crew. Роль администраторов аналогична роли судей в игровых видах спорта — следить за соблюдением правил проведения, фиксировать неявки, урегулировать разногласия, принимать решения в спорных ситуациях.
Особо интересные соревнования и матчи транслируются в интернет посредством аудио или видеотрансляций с участием опытных комментаторов, большую роль как в организации, так и в трансляции матчей играют IRC-каналы, традиционно расположенные в сети Quakenet.org.

## Правила ClanBase
ClanBase имеет собственные развитые правила, как базовые, так и для проведения соревнований по конкретным играм. Для исключения неигровых преимуществ для какой-либо стороны и фальсификаций игроки обязаны создавать демозаписи игр и делать скриншоты с итоговым счётом. Судья имеет право потребовать предоставления демозаписей у любой команды. В случае отказа команде может присуждаться поражение.